# Центар за обавештења
Центар за обавештавања (енгл. Notification Center) је функција оперативног система ИОС и Mac OS која обезбеђује преглед обавештења из апликације. Приказује обавештења све док корисник не испуни одговарајући поступак, а не захтевају хитно решавање. Корисници могу да бирају апликације које могу да шаљу обавештења.
Центар за обавештења је првобитно објављен са ИОС 5 у октобру 2011. године. Центар за обавештавања је представљен на Mек рачунарима, као део ОС Х Мутен у јулу 2012. године.

## Карактеристике
Центар за обавештавања је објављен са ИОС 5 због мучења са пуш и локалним обавештењима. Уместо да нервирају корисника са упозорењима и искачућим прозорима, центар за обавештавања приказује банере у горњем делу екрана. То омогућава кориснику да настави користити свој уређај. Обавештење нестаје након одређеног временског периода. Сва претходна обавештења једне апликације се скупљају у једну целину, у центру за обавештења, која могу бити приказана у ИОС превлачењем статуснe траке надоле или у ИОС 10 притиском на дугме „центар за обавештавања“ (или помоћу екрана осетљивог на додир и преласком здесна налево).
Обавештења преусмеравају корисника на апликацију, из које је обавештење дошло, и означавањем да је обавештење „прочитано“, оно се уклања из центра за обавештења. Корисници такође могу да уклоните обавештења не читајући их гурањем на леву или десну страну. Када је ИОС уређај закључан, нова обавештења се појављују на закључаном екрану.
Напомена: Корисници могу онемогућити да се обавештења појављују на закључаном екрану у подешавањима система.
Центар за обавештавања на Ајфону и Ајпод тачу такође укључује временске и буџетне виџете који приказују информације о времену на тренутној локацију и све буџете које је корисник изабрао у Stocks апликацији. Ова функција није била доступна на Ајпаду или ОС-у 10 до изласка ИОС 7, у којем је додат временски виџет у ајпедов центар за обавештавања. Корисници такође могу изабрати опцију за приказ Твитерових и Фејсбукових дугмета, омогућавајући им да објављују твитове и ажурирају свој статус директно из центра за обавештавање. У ИОС 7 могућности објављивања твитова или ажурирања фејсбукових статуса су уклоњени.
Било која апликација која користи пуш или локална обавештења, коју пружа компанија Епл, може да користи центар за обавештења. Корисници могу да одреде која обавештења ће се појавити у центру за обавештења и могу изабрати да неке апликације не шаљу обавештења у центру за обавештења. ОС X корисници такође могу да онемогуће приказивање обавести о обавештењима на један дан. Међутим, сва обавештења послата у том периоду ће и даље бити видљива у центру за обавештења. Овај сервис је доступан у ИОС 6 као део „не узнемиравај“ функције.